# James Williamson
James A. Williamson (1855, Kirkaldy, Escocia - 1933, Richmond, Inglaterra) fue un pionero del cine británico, perteneciente a la llamada escuela de Brighton, por ser esta ciudad donde desarrolló su cine junto con otros cineastas como George Albert Smith (film pioneer), Alfred Darling o Esme Collins, y fue una de las máximas figuras en el desarrollo del incipiente lenguaje narrativo cinematográfico.

## Biografía
Vecino y amigo de G. A. Smith, regentaba una farmacia en Hove, donde también desarrollaba un negocio fotográfico. En 1897 comienza a rodar sus primeras películas cinematográficas, que en un principio consistieron en noticiarios de ámbito local. En 1898 rodó una serie de comedias que tuvieron un inmediato éxito de público.
Pronto se revelaría como uno de los más grandes innovadores en cuanto a la introducción de balbucientes técnicas de narración cinematográfica. El primer gran logro reseñable lo consiguió con la película Ataque a una misión china (Attack on a Chinese Mission Station, 1900), donde incluyó cuatro planos en los que desarrollaba la narración y un contracampo que daba a los espectadores una perspectiva nueva de la acción.
¡Fuego! (Fire!, 1901) es otro ejemplo de uso del montaje para conseguir la intriga del rescate en el último instante, mediante planos alternados dentro y fuera de una casa en llamas adonde acuden los bomberos. 

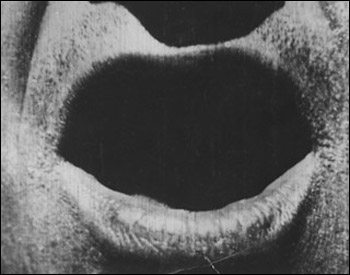
Fotograma de El gran bocado.

En otro de sus filmes, El gran bocado (The Big Swallow, 1901), un hombre se acerca al objetivo de la cámara muy enfadado (en un travelling inverso) hasta que su boca ocupa todo el encuadre, en un primerísimo plano detalle, y entonces vemos, con un salto de montaje, cómo la oscuridad «engulle» primero a la cámara y luego al cameraman. De nuevo la oscuridad crea el fundido en negro necesario para encadenar de nuevo con la boca, que ya mastica y, alejándose en el plano, vemos al hombre sonriente y satisfecho.
Continuó con la exploración de la persecución en montaje alternado con ¡Para ladrón! (Stop Thief!, 1901), en el que un perro tiene el papel protagonista, robando la mercancía que transporta un carnicero y huyendo, lo que provoca la consiguiente persecución.

## Filmografía
1. The History of a Butterfly: A Romance of Insect Life (1910)
2. 'Arry and 'Arriet's Evening Out (1909)
3. The Letter Box Thief (1909)
4. Saved by a Dream (1909)
5. The Tower of London (1909)
6. £100 Reward (1908)
7. The Ayah's Revenge (1908)
8. A Countryman's Day in Town (1908)
9. A Day's Holiday (1908)
10. The Great Bargin Sale (1908)
11. The Little Mother (1908)
12. My Wife's Dog (1908)
13. The Professor's Great Discovery (1908)
14. The Reconciliation (1908)
15. The Rent Collector (1908)
16. The Rival Cyclists (1908)
17. She Would Be a Suffragette (1908)
18. Sunshine After Storm (1908)
19. Uncle's Picnic (1908)
20. After the Fancy Dress Ball (1907)
21. Bobby's Birthday (1907)
22. The Brigand's Daughter (1907)
23. Cheating the Sweep (1907)
24. Getting Rid of His Dog (1907)
25. Just in Time (1907)
26. Moving Day (1907)
27. The Orange Peel (1907)
28. The Orphans (1907)
29. Pa Takes Up Physical Culture (1907)
30. The Village Firebrigade (1907)
31. Why the Wedding Was Put Off (1907)
32. The Angler's Dream (1906)
33. A Day on His Own (1906)
34. Flying the Foam and Some Fancy Diving (1906)
35. Her First Cake (1906)
36. The Miners Daughter (1906)
37. Mrs. Brown Goes Home to Her Mother (1906)
38. The Sham Sword Swallower (1906)
39. Where There's a Will There's a Way (1906)
40. A Wicked Bounder (1906)
41. Brown's Half Holiday (1905)
42. An Eclipse of the Moon (1905)
43. In the Good Old Times (1905)
44. Our New Errand Boy (1905)
45. The Polite Lunatic (1905)
46. The Prodigal Son; or, Ruined at the Races (1905)
47. The Real Sea Serpents (1905)
48. Rival Barbers (1905)
49. Sausages (1905)
50. Two Little Waifs (1905)
51. An Affair of Honour (1904)
52. All's Well That Ends Well (1904)
53. The Clown's Telegram (1904)
54. Gabriel Grub the Surly Sexton (1904)
55. The Great Sea Serpent (1904)
56. An Interesting Story (1904)
57. Oh! What a Surprise! (1904)
58. The Old Chorister (1904)
59. The Stowaway (1904)
60. The Student and the Housemaid (1904)
61. They Forgot the Gamekeeper (1904)
62. The Tramp's Revenge (1904)
63. Two Brave Little Japs (1904)
64. Close Quarters, with a Notion of the Motion of the Ocean (1903)
65. The Deserter (1903)
66. Wait Till Jack Comes Home (1903)
67. The Elixir of Life (1903)
68. A Trip to Southend or Blackpool (1903)
69. Quarrelsome Neighbours (1903)
70. Spring Cleaning (1903)
71. Fire (1903)
72. The Little Match Seller (1903)
73. The Workman's Paradise (1903)
74. The Dear Boys Home for the Holidays (1903)
75. The Evil-Doer's Sad End (1903)
76. Juggins' Motor (1903)
77. Ping-Pong (1902)
78. The Soldier's Return (1902)
79. The Big Swallow (1901)
80. Fire! (1901)
81. Are You There? (1901)
82. Harlequinade: What They Found in the Laundry Basket (1901)
83. Over the Garden Wall (1901)
84. The Puzzled Bather and His Animated Clothes (1901)
85. Stop Thief! (1901)
86. Attack on a China Mission (1900)
87. Clever and Comic Cycle Act (1900)
88. The Disabled Motor (1900)
89. Great Glove Fight (1900)
90. Bank Holiday at the Dyke (1899)
91. Blacksmiths at Work (1899)
92. The Jovial Monks No.1 (1899)
93. The Jovial Monks No. 2: Tit for Tat (1899)
94. Lady Cyclists (1899)
95. The Sleeping Lovers (1899)
96. Come Along Do! (1898)
97. Courtship Under Difficulties (1898)
98. The Forbidden Lover (1898)
99. The Fraudulent Beggar (1898)
100. The Jealous Painter (1898)
101. Norah Mayer the Quick-Change Dancer (1898)
102. Sloper's Visit to Brighton (1898)
103. Two Naughty Boys Sprinkling the Spoons (1898)
104. Two Naughty Boys Teasing the Cobbler (1898)
105. Two Naughty Boys Upsetting the Spoons (1898)
106. Washing the Sweep (1898)
107. Winning the Gloves (1898)
108. The Clown Barber (1895)